# Ranapur
Ranapur is een nagar panchayat (plaats) in het district Jhabua van de Indiase staat Madhya Pradesh. 

## Demografie
Volgens de Indiase volkstelling van 2001 wonen er 10.617 mensen in Ranapur, waarvan 52% mannelijk en 48% vrouwelijk is. De plaats heeft een alfabetiseringsgraad van 62%. 